# 椎窓猛
椎窓 猛（しいまど たけし、1929年9月28日 - 2022年1月27日）は、日本の詩人・作家。

## 人物・来歴
福岡県生まれ。父均の小学校教師勤務の都合、矢部村、日出小へ転校後、1942年県立八女中学へ。そのあと福岡第一師範学校本科卒業、小学校教師として勤務、この間、福岡教育センター歌はじめ、福岡県下幼稚園、小、中、高校あわせて15校の校歌も作詞。詩、童話、小説などの創作活動も行う。矢部村教育長時代、“ふるさと創生”の一部を基に「世界子ども愛樹祭コンクール」を創始、回を重ね、のち特別相談役。福岡県詩人会会員。「九州文学」同人。

## 著書
- 『山峡に生きる椎の葉のような哀歌 詩集』近代文芸社, 1982.12
- 『椎の実村通信 山峡の人生』葦書房, 1986.7
- 『山峡かぎんちょ草紙 掌篇小説集』立風書房, 1989.11
- 『"ハタの夢"過ぎて 天窓舎日録』葦書房, 1992.5
- 『山峡風懐集』西日本新聞社, 1995.9
- 『忘れなば抄』梓書院, 1999.9
- 『秋月賛歌 画文集』上森悟 絵. 梓書院, 2000.11
- 『天窓舎季録』紅書房, 2003.7
- 『ムササビ』編著. 梓書院, 2004.9
- 『椎の実の「四季」』西日本新聞社, 2005.11
- 『そのひぐらしのめもわーる』梓書院, 2007.1
- 『ふるさとに生きる学苑歌集』梓書院, 2011.6
- 『青嵐点描』書肆侃侃房, 2015.5
- 『気まぐれ九州文学館』書肆侃侃房, 2017.12
- 『奥八女山峡物語』書肆侃侃房, 2017.12
- 『ペッギィちゃんの戦争と平和 青い目の人形物語』編著, 内田麟太郎監修. 梓書院, 2017.7